# ドラゴン・ルージュ作戦
ドラゴン・ルージュ作戦は1964年にベルギーのパラシュート部隊が行ったコンゴ民主共和国スタンリーヴィルでシンバ反乱軍に捕らわれた人質の救出作戦である。

## 背景
1964年までにコンゴ民主共和国政府は西洋諸国の支援を得て、シンバ反乱軍を鎮圧する足掛かりを得ており、シンバ反乱軍は敗北が濃厚となった。このため、自らの支配下にいる白人を人質にした。数百人の人質が、スタンリーヴィルに連れられ、ヴィクトリアホテルで監禁された。
コンゴ民主共和国政府はベルギーやアメリカ合衆国に援助を求めた。
ベルギー陸軍がアメリカ空軍第322空輸師団によりレオポルドヴィルに送られた。救出作戦はベルギー・アメリカ両政府により練られた。また、シンバ反乱軍との人質の交渉は失敗していた。

## 作戦
作戦はベルギー陸軍のシャルル・ローラン大佐により行われた。 1964年11月24日、アメリカのC-130 ハーキュリーズ5機から320人のパラシュート部隊が、スタンリーヴィルに降下し、一部の人質が殺害されたが、大半の欧米諸国の人々が救出された。